# 신유람
신유람(본명 : 신창수, 1971년 1월 6일 ~ )은 대한민국의 배우이다.

## 출연작

### 영화
- 《강릉》 (2021년) - 무상 오른팔 역
- 《파이프라인》 (2021년) - 백곰 역
- 《범털 2: 쩐의 전쟁》 (2021년) - 범털 역 (본작의 메인 주인공)
- 《광대: 소리꾼》 (2020년) - 도방 박씨 역
- 《판소리 복서》 (2019년) - 황소체육관관장 역
- 《안시성》 (2018년) - 설인귀 역
- 《포크레인》 (2017년) - 사단장 역
- 《특별시민》 (2017년) - 복싱장 관장 역
- 《루시드 드림》 (2017년) - 조명철 회장 경호실장 역
- 《해어화》 (2016년) - 콧수염 역
- 《협녀, 칼의 기억》 (2015년) - 신하 3 역 (단역)
- 《강남 1970》 (2015년) - 구 영등포 덩치 1 역 (단역)
- 《무도의 비밀》 (2014년) - 마로 / 해명 스님 역
- 《루시》 (2014년) - 창수 역
- 《명량》 (2014년) - 혜희 역
- 《무명인》 (2014년) (스턴트)
- 《집으로 가는 길》 (2013년) - 주실장 부하 1 역 (단역)
- 《미스터 고》 (2013년) (무술팀)
- 《고령화가족》 (2013년) - 횟집손님 패거기들 역
- 《회사원》 (2012년) - 자재장비팀 사원 역
- 《완득이》 (2011년) - 재래시장 행상 2 역 (단역)
- 《무적자》 (2010년) - 선박 위 조직원 1 역 (단역)
- 《친정엄마》 (2010년) - 정민 가드 3 역 (단역)
- 《홍길동의 후예》 (2009년) - 정민 가드 3 역 (단역)
- 《그림자 살인》 (2009년) - 주사옥 장정 역
- 《작전》 (2009년) - 형사 2 역
- 《마린 보이》 (2009년) - 개코 부하 2 역 (단역)
- 《울학교 이티》 (2008년) - 팬티남 역
- 《눈에는 눈 이에는 이》 (2008년) - 형사 2 역 (단역)
- 《걸스카우트》 (2008년)
- 《무방비도시》 (2008년) - 차치기 조폭 역
- 《스카우트》 (2007년) - K 덩치 3 역 (단역)
- 《마이 파더》 (2007년) - 진압 교도관 2 역 (단역)
- 《화려한 휴가》 (2007년) - 극장앞 중사 역
- 《수》 (2007년) - 구양원 부하 역
- 《비열한 거리》 (2006년) - 삼거리파 오락실 건달 4 역 (단역)

### 드라마
- 《대군 - 사랑을 그리다》 (2018년, TV조선) - 우디캐 통역관 역
- 《리턴》 (2018년, SBS) - 마약 밀매업자 역
- 《역적 : 백성을 훔친 도적》 (2017년, MBC)
- 《화랑》 (2016년, KBS2)